# Helenów (gmina Wiśniew)
Helenów – wieś w Polsce położona w województwie mazowieckim, w powiecie siedleckim, w gminie Wiśniew. Ma status sołectwa. 
W latach 1975–1998 miejscowość należała administracyjnie do województwa siedleckiego.
Według danych z 1 marca 2012 wieś liczy 184 mieszkańców. W jej okolicach przebiega linia kolejowa E 20 Moskwa – Berlin, a w odległości 2 km droga międzynarodowa E30.
Wierni Kościoła rzymskokatolickiego należą do parafii św. Stanisława i Aniołów Stróżów w Zbuczynie.